# Кликитат (окръг)
Окръг Кликитат (на английски: Klickitat County) е окръг в щата Вашингтон, Съединени американски щати. Площта му е 4931 km², а населението – 21 811 души (2017). Административен център е град Голдъндейл.

## Градове
- Уайт Салмън